# 世界鐘 (柏林)
世界鐘（德語：Weltzeituhr），又称乌拉尼亚世界鐘（德語：Urania-Weltzeituhr），是一座大型炮塔式世界时钟，位于德國柏林米特区的亚历山大广场。通过阅读其金属圆形大厅上的标记，可以确定全球148个主要城市的当前时间。自1969年建成以来，它已成为旅游胜地和聚会场所。2015年7月，德国政府宣布该时钟为具有历史和文化意义的纪念碑。